# Râul Plaiul
Râul Plaiul este un curs de apă, afluent al râului Ghimbav. 